# The Magic Whip
Albums de Blur
Think Tank
(2003) The Ballad of Darren
(2023)
The Magic Whip est le huitième album studio de Blur, paru le 27 avril 2015. Il a été enregistré entre Hong Kong et Londres.

## L'album
En mai 2013, le groupe doit se produire sur la scène du festival Tokyo Rocks, au Japon, mais le festival est intégralement annulé pour des raisons inconnues. Coincé à Hong Kong pendant 5 jours, avec rien d'autre de prévu, le groupe travaille de nouveaux morceaux, pour passer le temps, aux studios Avon - ce qu'annonce Damon Albarn pendant le concert qu'il donne à l'AsiaWorld–Expo. Albarn déclare ensuite qu'il ne sait pas si les morceaux qu'ils ont alors écrits seront publiés un jour.
En juillet 2014, il explique : "Nous avons écrit environ 15 chansons... L'ennui, c'est que, si j'avais été capable d'écrire les paroles sur le moment, tant qu'on était là-bas, nous aurions fini l'album. Mais parfois, quand vous ne faites pas les choses tout de suite, ça s'en va, et je ne sais pas ce que je pourrais chanter aujourd'hui sur cet album. Il y a d'excellentes mélodies, mais ça pourrait simplement être un de ces albums qui ne sort jamais."
En novembre 2014, Coxon reprend les enregistrements, et germe l'idée d'enregistrer un nouvel album avec le groupe Blur. Il reçoit l'accord d'Albarn pour travailler davantage sur les enregistrements avec le producteur Stephen Street, pendant qu'Albarn assure la tournée de son album solo, Everyday Robots (2014). Coxon raconte : "J'arrêtais pas de penser à ces enregistrements qu'on avait faits à Hong Kong, et je me rappelais le plaisir qu'on avait pris. Je m'en serais voulu si je n'y avais pas jeté un nouveau coup d’œil".
Stephen Street avait collaboré aux albums solo de Coxon, mais pas avec Blur depuis leur album éponyme de 1997. Coxon invite en cachette le bassiste Alex James et le batteur Dave Rowntree pour de nouvelles sessions d'enregistrement pour étoffer les compositions. Les morceaux pratiquement finis, Coxon envoie la musique à Albarn pour savoir si ça avait le potentiel pour en faire un album. Sur le chemin du retour de sa tournée australienne, en décembre, Albarn s'arrête de nouveau à Hong Kong pour y chercher une inspiration pour des paroles. Les voix chantées sont finies d'enregistrer vers la fin janvier 2015, et le mastering de l'album achevé le 18 février 2015.

## Pochette et titre de l'album
L'artwork de l'album représente les mots, en chinois traditionnel, 模糊 魔鞭, qui signifient, littéralement, Blur Magic-whip, en lettres de néon. Tony Hung, le directeur artistique, qui a également conçu la lyric video pour Go Out, le premier morceau à être extrait de l'album, rencontre le leader du groupe, Damon Albarn, début 2015, pour parler avec lui de la pochette de l'album. Le chanteur lui montre des photos et des ephemera qu'il a ramenés de son voyage à Hong Kong. Albarn raconte aussi à Hung comment l'album est né : « [Damon Albarn] m'a expliqué que le titre de l'album, The Magic Whip était polysémique. C'est le nom d'une glace au Royaume-Uni, d'un feu d'artifice en Chine, et un « fouet » dans un sens politique. Ces différences de sens reflètent les différentes textures, largeur et profondeur de l'album. » Hung raconte que le groupe voulait un artwork qui touche ces thèmes, mais qui connote également une "atmosphère plus crue" pour une idée des conditions dans lesquelles l'album s'est enregistré à Hong Kong (le groupe enregistra en peu de temps, dans un petit studio du centre ville).

## Promotion
Une lyric video pour Go Out est mise en ligne sur YouTube le 19 février 2015. Ont suivi des vidéoclips pour les chansons There Are Too Many of Us et Lonesome Street, les 20 mars et 2 avril 2015,,.
Les chansons My Terracotta Heart, I Broadcast, et Ong Ong sont rapidement publiées avant la sortie de l'album : leurs audios sont officiellement uploadés sur YouTube les 18, 21 et 23 avril 2015,.
Y'all Doomed, la piste bonus présente sur l'édition japonaise de l'album, sort en single le 27 avril 2015 au Royaume-Uni.

## Liste des titres
Toutes les chansons sont écrites et composées par Damon Albarn, Graham Coxon, Alex James et Dave Rowntree.
| 1.    | Lonesome Street          | 4:23 |
| 2.    | New World Towers         | 4:03 |
| 3.    | Go Out                   | 4:41 |
| 4.    | Ice Cream Man            | 3:25 |
| 5.    | Thought I Was a Spaceman | 6:16 |
| 6.    | I Broadcast              | 2:51 |
| 7.    | My Terracotta Heart      | 4:05 |
| 8.    | There Are Too Many of Us | 4:25 |
| 9.    | Ghost Ship               | 4:59 |
| 10.   | Pyongyang                | 5:47 |
| 11.   | Ong Ong                  | 3:08 |
| 12.   | Mirrorball               | 3:39 |
| 51:42 |                          |      |

| 13. | Y'all Doomed | 3:57 |